# Austrocordulia leonardi
Austrocordulia leonardi är en trollsländeart som beskrevs av Günther Theischinger 1973. Austrocordulia leonardi ingår i släktet Austrocordulia och familjen skimmertrollsländor. IUCN kategoriserar arten globalt som akut hotad. Inga underarter finns listade i Catalogue of Life.